# Антони Костанецки
Анто̀ни Павел Костанѐцки (на полски: Antoni Paweł Kostanecki) е полски икономист, професор, преподавател във Фрибурския, Ягелонския и Варшавския университет, както и в Лвовската политехника, ректор на Варшавския университет (1917 – 1919), първи председател на Дружеството на икономистите и статистиците, брат на учените Станислав Костанецки и Кажимеж Костанецки.

## Трудове
- Der öffentiliche Kredit im Mittelalter (1889)
- Das Aktienindossament (1900)
- Der wirthschaftliche Werth vom Standpunkt der geschichtlichen Forschung: Versuch einer Morphologie des wirthschaftlichen Werthes (1900)
- Arbeit und Armut: ein Beitrag zur Entwicklungsgeschichte sozialer Ideen (1909)
- Historia socjalizmu: oprac. na podstawie wykładów uniwersyteckich Antoniego Kostaneckiego (1926)
- Problem ekonomii: myśl gospodarcza a myśl kulturalna (1929)